# Gegenpartei
Gegenpartei ist allgemein eine gegnerische Partei, Gruppe, Organisation oder Mannschaft, die einen gegensätzlichen Standpunkt vertritt oder speziell im Vertragsrecht oder Finanzwesen der Vertragspartner.

## Etymologie
In der seit Januar 2014 in allen EU-Mitgliedstaaten geltenden Verordnung (EU) Nr. 575/2013 (Kapitaladäquanzverordnung) wurde das englische Wort counterparty nicht präzise als ‚Kontrahent‘, sondern als ‚Gegenpartei‘ übersetzt. Hierdurch erlangte das deutsche Wort Gegenpartei eine neue Bedeutung als Synonym für ‚Kontrahent‘: Speziell im Bankwesen ist dies jede natürliche oder juristische Person, mit der ein Kreditinstitut Bankgeschäfte tätigt, bei denen eine entgeltliche Gegenleistung vertraglich vereinbart ist.

## Begriff
Der Begriff der Gegenpartei wird in der seit Januar 2014 in allen EU-Mitgliedstaaten geltenden Kapitaladäquanzverordnung sehr häufig verwendet, sie vermeidet jedoch eine Legaldefinition. Aus der Systematik der Kapitaladäquanzverordnung lässt sich der Begriffsumfang der Gegenpartei jedoch interpretieren.
Unterbegriffe zur Gegenpartei werden teils in der Verordnung (EU) Nr. 648/2012 (Marktinfrastrukturverordnung) spezifiziert: Es sind die „finanzielle Gegenpartei“ (financial counterparty), die „nichtfinanzielle Gegenpartei“ („non-financial counterparty“) und die „zentrale Gegenpartei“ (also der zentrale Kontrahent, abgekürzt CCP von englisch central counterparty) mit der Spezialform „qualifizierte zentrale Gegenpartei“ (also qualifizierter zentraler Kontrahent, abgekürzt QCCP von englisch qualifying central counterparty). „Finanzielle Gegenpartei“ ist nach Art. 2 Nr. 1 der Marktinfrastrukturverordnung „eine juristische Person, die zwischen die Gegenparteien der auf einem oder mehreren Märkten gehandelten Kontrakte tritt und somit als Käufer für jeden Verkäufer bzw. als Verkäufer für jeden Käufer fungiert“. Konkret werden in Art. 2 Nr. 8 Marktinfrastrukturverordnung zugelassene CRR-Kreditinstitute, CRR-Wertpapierfirmen, Versicherungsunternehmen, Rückversicherungen, Einrichtungen der betrieblichen Altersversorgung und Investmentfonds genannt. Zu den „nichtfinanziellen Gegenparteien“ zählen alle nicht den „finanziellen Gegenparteien“ zugehörigen Unternehmen (Art. 2 Nr. 9 Marktinfrastrukturverordnung). Ein zentraler Kontrahent („zentrale Gegenpartei“) ist ein Unternehmen, das nach Abschluss eines Geschäfts zwischen den Käufer und den Verkäufer eines Finanzprodukts geschaltet ist. Der zentrale Kontrahent kauft dem Verkäufer das Finanzprodukt zu den vereinbarten Konditionen ab und verkauft es zu den gleichen Konditionen an den Käufer. Das ursprüngliche Geschäft zwischen dem Käufer und dem Verkäufer des Finanzinstrumentes wird folglich in zwei voneinander unabhängige Geschäfte aufgeteilt. Der zentrale Kontrahent übernimmt das Erfüllungsrisiko bei der Abwicklung des Finanzgeschäfts. Eine „qualifizierte zentrale Gegenpartei“ besitzt nach Art. 14 Marktinfrastrukturverordnung die Zulassung ausschließlich für Clearingfunktionen.

## Bankenaufsichtsrechtliche Regelungen
Nach Art. 196 Kapitaladäquanzverordnung (englische Abkürzung CRR) dürfen bilaterale Nettingvereinbarungen für Pensionsgeschäfte, Wertpapier- oder Warenverleih- oder -leihgeschäfte oder andere Kapitalmarkttransaktionen mit einer Gegenpartei berücksichtigt werden, wenn gemäß Art. 205 CRR bestimmte Voraussetzungen erfüllt werden. Eine von einer Gegenpartei gestellte Kreditsicherheit wird wie eine Forderung behandelt, die im Rahmen eines Derivatgeschäfts (Kaufposition) gegen die Gegenpartei besteht und am Tag der Ermittlung der Risikoposition fällig ist (Art. 279a CRR). Nach Art. 291 Abs. 1a CRR entsteht ein „allgemeines Korrelationsrisiko“, wenn eine positive Korrelation zwischen der Ausfallwahrscheinlichkeit von Gegenparteien und allgemeinen Marktrisikofaktoren besteht. Ein „spezielles Korrelationsrisiko“ liegt vor, wenn aufgrund der Art der Geschäfte mit einer Gegenpartei die Ausfallwahrscheinlichkeit der Gegenpartei positiv mit dem künftigen Wiederbeschaffungswert aus den Geschäften mit dieser bestehenden Gegenpartei korreliert (Art. 291 Abs. 1b CRR).
Nach Art. 381 CRR ist unter der Kreditbewertungsanpassung (CVA) „die Anpassung der Bewertung eines Portfolios mit einer Gegenpartei an die Bewertung zum mittleren Marktwert“ zu verstehen. Diese Anpassung spiegelt den Marktwert des Kreditrisikos des Kontrahenten gegenüber dem bewertenden Institut wider. Es handelt sich also um Wertanpassungen von Forderungen auf Derivate aufgrund des Kontrahentenrisikos. Mit der Kreditbewertungsanpassung ist das Risiko verbunden, dass sich der positive Wiederbeschaffungswert mindert, weil sich die Risikoprämie für den Kontrahenten erhöht, ohne dass dieser ausfällt. Dieses Risiko wird sichtbar in erhöhten Kreditaufschlägen (englisch credit spreads) des Kontrahenten. Der aktuelle Marktwert kann anhand des Kreditaufschlags aus einem hypothetischen Credit Default Swap zu Gunsten des Kontrahenten errechnet werden. Nicht zum CVA-Risiko gehören Geschäfte mit zentralen Kontrahenten (Art. 382 Nr. 3 CRR), nichtfinanziellen Gegenparteien (Art. 382 Nr. 4a CRR) und mit Gegenparteien, denen ein Risikogewicht von 0 % beigemessen wird (Art. 382 Nr. 4d CRR). Man spricht von CVA, wenn das Ausfallrisiko der Gegenpartei (bei positiven Marktwerten) zu berücksichtigen ist, und von DVA (Debit Valuation Adjustment), wenn das eigene Bonitätsrisiko (bei negativen Marktwerten) zu berücksichtigen ist. Das DVA spielt beim Kontrahentenrisiko keine Rolle.

## Gegenparteiausfallrisiko oder Kontrahentenrisiko
Ähnlich dem Ersatz des Begriffes ‚Kontrahent‘ durch ‚Gegenpartei‘ wird im Sinne der Kapitaladäquanzverordnung das Kontrahentenrisiko als ‚Gegenparteiausfallrisiko‘ bezeichnet.
Ein bekannter Fall des Eintritts dieses Risikos war die Insolvenz der Herstatt-Bank im Juni 1974. Als am 26. Juni 1974 das Bundesaufsichtsamt (heute: BaFin) die der Herstatt-Bank erteilte Banklizenz nach § 35 Abs. 2 Nr. 4 KWG zurücknahm, ordnete es gleichzeitig die Abwicklung der Gesellschaft an und gab ihr auf, sofort bis auf weiteres ihre Zahlungen einzustellen. Dieses so genannte Aufbringungsmoratorium führte dazu, dass die Herstatt-Bank fällige Zahlungen an Kreditinstitute selbst dann nicht mehr leisten durfte, wenn diese ihre Gegenleistungen bereits erbracht hatten.
In der Finanzkrise ab 2007 hatte sich deutlich gezeigt, dass Institute das Kontrahentenrisiko bei Derivaten erheblich unterschätzten. Deshalb wurde auf dem G20-Gipfel im September 2009 für Derivate ein Clearing über zentrale Kontrahenten (CCP) gefordert.
Die Gegenparteien von Kreditinstituten – das können auch andere Kreditinstitute sein – unterliegen der Gefahr, dass sie bei schwebenden Geschäften bis zum beiderseitigen Erfüllungstag ihren Verpflichtungen aus fälligen Gegenleistungen – warum auch immer – nicht nachkommen, während die eigene Verpflichtung bereits erfüllt wurde (Herstatt-Risiko). Ein Verlust tritt ein, wenn der Marktwert einer Transaktion zum Ausfallzeitpunkt des Kontrahenten positiv war. Im Gegensatz zum Kreditrisiko, bei dem nur der Kreditgeber ein Risiko eingeht, ist das Kontrahentenrisiko ein zweiseitiges Verlustrisiko. Um dieses Finanzrisiko zu minimieren, darf ein Kreditinstitut keine Geschäftsverbindung mit einer Gegenpartei eingehen, ohne deren Kreditwürdigkeit beurteilt zu haben (Art. 286 Abs. 2a CRR). Bei der Ausfallwahrscheinlichkeit ist der Kontrahent als Risikoträger erwähnt, da dessen Ausfall gerade das Kontrahentenrisiko darstellt.
Das Gegenparteiausfallrisiko (auch Kontrahentenausfallrisiko; Art. 272 Abs. 1 CRR) ist das „Risiko des Ausfalls der Gegenpartei eines Geschäfts vor der abschließenden Abwicklung der mit diesem Geschäft verbundenen Zahlungen“. Bei dieser Legaldefinition liegt die Ausfalldefinition des Art. 178 CRR zugrunde. Der Ausfall wird nach dieser Bestimmung als gegeben angesehen, wenn es unwahrscheinlich ist, dass der Schuldner seine Verbindlichkeiten in voller Höhe begleichen wird oder eine wesentliche Verbindlichkeit des Schuldners mehr als 90 Tage überfällig ist. Nimmt die Gegenpartei Zahlungen oder Lieferungen zu deren Fälligkeit nicht vor, entsteht ein Gegenparteiausfallrisiko.
Das Gegenparteiausfallrisiko setzt sich bankbetrieblich aus einem Vorleistungs- (oder Erfüllungsrisiko) und einem Wiedereindeckungsrisiko zusammen. Das Vorleistungsrisiko entsteht, wenn Zahlungen oder Lieferungen von Finanzinstrumenten vorgenommen wurden und die vertraglich vorgesehene Gegenleistung des Kontrahenten ausbleibt. Das Wiedereindeckungsrisiko entsteht im Zeitpunkt des Geschäftsabschlusses bis zu seiner Erfüllung in Höhe des Differenzbetrages zwischen dem Kurswert am Abschlusstag und einer möglichen Kurssteigerung (bei Käufen) oder einem möglichen Kursrückgang (bei Verkäufen) während des Schwebezustands der Transaktion.

## Kreditlinien
Das Erfordernis einer Prüfung der Kreditwürdigkeit von Gegenparteien ist mit einer bankinternen Kreditentscheidung verbunden. Ergebnis dieser Kreditentscheidung ist die Einräumung von bankinternen Kreditlinien, bis zu deren Höhe eine Bank bereit ist, mit einer Gegenpartei Geschäfte abzuschließen. Dabei wird wiederum zwischen zwei Kreditlinien unterschieden. Innerhalb der Kreditlinie für das Erfüllungsrisiko („settlement limit“) werden Kassageschäfte verbucht, bei denen die Gegenpartei spätestens 2 Handelstage nach Geschäftsabschluss ihre Gegenleistung zu erbringen hat. Eine weitere Kreditlinie ist für das Wiedereindeckungsrisiko („pre-settlement limit“) vorgesehen, in der Termingeschäfte, Swaps, Derivate oder ähnliche Kontrakte, bei denen die Lieferung des Basiswerts über zwei Handelstage hinaus verschoben wird, verbucht werden. Das Limit heißt „pre-settlement limit“, weil die Gegenpartei noch vor dem Erfüllungstag ausfallen kann. Eingebucht werden der Nominalwert oder der voraussichtliche Wiedereindeckungsaufwand.

## Unterlegung mit Eigenmitteln
Das Gegenparteiausfallrisiko kann reduziert werden durch die Einschaltung eines zentralen Kontrahenten, Vermeidung positiver Korrelationen, Netting, Kreditsicherheiten oder Hedging.
Das Gegenparteiausfallrisiko wird in der Risikoposition mit dem erwarteten positiven Wiederbeschaffungswert berücksichtigt. Hierbei handelt es sich um den „zeitgewichteten Durchschnitt der erwarteten Wiederbeschaffungswerte“. Es führt – neben der vorhandenen Eigenmittelbelastung für die getätigten außerbörslichen Derivate – zu einer weiteren Eigenmittelunterlegung für das Verlustrisiko aus dem Gegenparteiausfallrisiko, bewertet zum CVA.

## Sonstiges
Aus Sicht der Nichtbank-Kunden dürfen Kreditinstitute in allen Bankgeschäften mit einem vernachlässigbaren Ausfallrisiko als praktisch sichere Gegenpartei angesehen werden. Bei Versicherungen besteht das Gegenparteiausfallrisiko für Risiken des Typs 1 (insbesondere Rückversicherungen, Derivate und Verbriefungen), für Risiken des komplementären Typs 2 (Forderungen gegenüber Versicherungsnehmern, Versicherungsvermittlern und aus Grundpfandrechten).